# Langues gyalrong
 (janvier 2016).
Si vous disposez d'ouvrages ou d'articles de référence ou si vous connaissez des sites web de qualité traitant du thème abordé ici, merci de compléter l'article en donnant les références utiles à sa vérifiabilité et en les liant à la section « Notes et références ».
Les langues gyalrong, rGyalrong ou jiarong (Du tibétain : རྒྱལ་རོང, Wylie : rgyal rong, THL : gyalrong ; chinois : 嘉绒语 ; pinyin : jiāróng yǔ) appartiennent à la branche qianguique des langues birmano-qianguiques (groupe (it) des langues tibéto-birmanes, famille des langues sino-tibétaines). Elles sont apparentées au tangoute et au qiang, et plus lointainement au birman, au tibétain et au chinois.
Elles sont parlées par les Gyalrong ou Jiarong. Ce groupe était autrefois classé comme un groupe ethnique distinct en Chine, mais en 1954, elles ont été classées officiellement dans le groupe tibétain.
Elles se distinguent par leur complexité morphologique, inhabituelle pour les langues de ce groupe, et par leur archaïsme. Jusqu'à la dernière décennie du XXe siècle, la plupart des travaux ont porté sur le rgyalrong de l'est (Jin 1949, Nagano 1984, Lin 1993).

## Localisation géographique
Les langues rGyalrong sont parlées dans l'actuelle province du Sichuan en Chine, dans les préfectures autonomes tibétaines de Garzê (Kar-mdzes, 甘孜) et d'Aba (rNga-ba, 阿坝).

## Classification interne
Les langues rGyalrong peuvent se diviser en quatre langues distinctes : le rgyalrong de l'est (en mandarin situhua chinois : 四土话, abréviation de « dialecte des quatre officiers indigènes », en référence aux quatre cheftaines, ou royaume vassaux (tusi), que leurs locuteurs contrôlèrent, sur l'actuel xian de Barkam.
), le japhug (en mandarin chapu 茶堡), le tshobdun (caodeng 草登) et le zbu (showu ou ribu 日部)[pas clair].

## Caractéristiques des langues
Afin d'illustrer les différences entre les langues rgyalrong, nous présentons ici une table de cognats (les données du rgyalrong de l'est viennent de Huang et Sun 2002, celles du japhug et du showu de Jacques (2004, 2008) et celles du tshobdun de Sun (1998, 2006).
| Français | rgyalrong de l'est | Japhug     | Tshobdun  | Showu   |
| Blaireau | pə́s                | βɣɯs       | ɣves      | təvîs   |
| J'ai vu  |                    | pɯ-mtó-t-a | nɐ-mti-aŋ |         |
| Mouton   | kəjó               | qaʑo       | ʁiɐʔ      | qɐɟjiʔ  |
| Rêve     | ta-rmô             | tɯ-jmŋo    | tɐ-jmiʔ   | tɐ-lmɐʔ |

Contrairement à la plupart des langues sino-tibétaines, les langues rgyalrong sont polysynthétiques et présentent des caractéristiques typologiques intéressantes, telles que l'inverse (Sun and Shi 2002, Jacques 2009), les idéophones (Sun 2004, Jacques 2008), et des alternances de thèmes verbaux (Sun 2000, 2004, Jacques 2004, 2008).

## Accord biactantiel du rgyalrong de l'est
Ce tableau est adapté de Lin (1993). Les colonnes indiquent le patient, et les lignes l'agent.
| 1sg       | 1du        | 1pl       | 2sg     | 2du         | 2pl       | 3         |     |
|           |            |           | ta-no   | ta-no-ntʃ   | ta-no-ɲ   | no-ŋ      | 1sg |
|           |            |           | ta-no   | ta-no-ntʃ   | ta-no-ɲ   | no-tʃ     | 1du |
|           |            |           | ta-no   | ta-no-ntʃ   | ta-no-ɲ   | no-i      | 1pl |
| kə-w-no-ŋ | kə-w-no-tʃ | kə-w-no-i |         |             |           | tə-no-n   | 2sg |
| kə-w-no-ŋ | kə-w-no-tʃ | kə-w-no-i |         |             |           | tə-no-ntʃ | 2du |
| kə-w-no-ŋ | kə-w-no-tʃ | kə-w-no-i |         |             |           | tə-no-ɲ   | 2pl |
| wə-no-ŋ   | wə-no-tʃ   | wə-no-i   | tə-w-no | tə-w-no-ntʃ | tə-w-no-ɲ | no-u      | 3sg |
| wə-no-ŋ   | wə-no-tʃ   | wə-no-i   | tə-w-no | tə-w-no-ntʃ | tə-w-no-ɲ | no-ntʃ    | 3du |
| wə-no-ŋ   | wə-no-tʃ   | wə-no-i   | tə-w-no | tə-w-no-ntʃ | tə-w-no-ɲ | no-ɲ      | 3pl |